# Reinos bárbaros

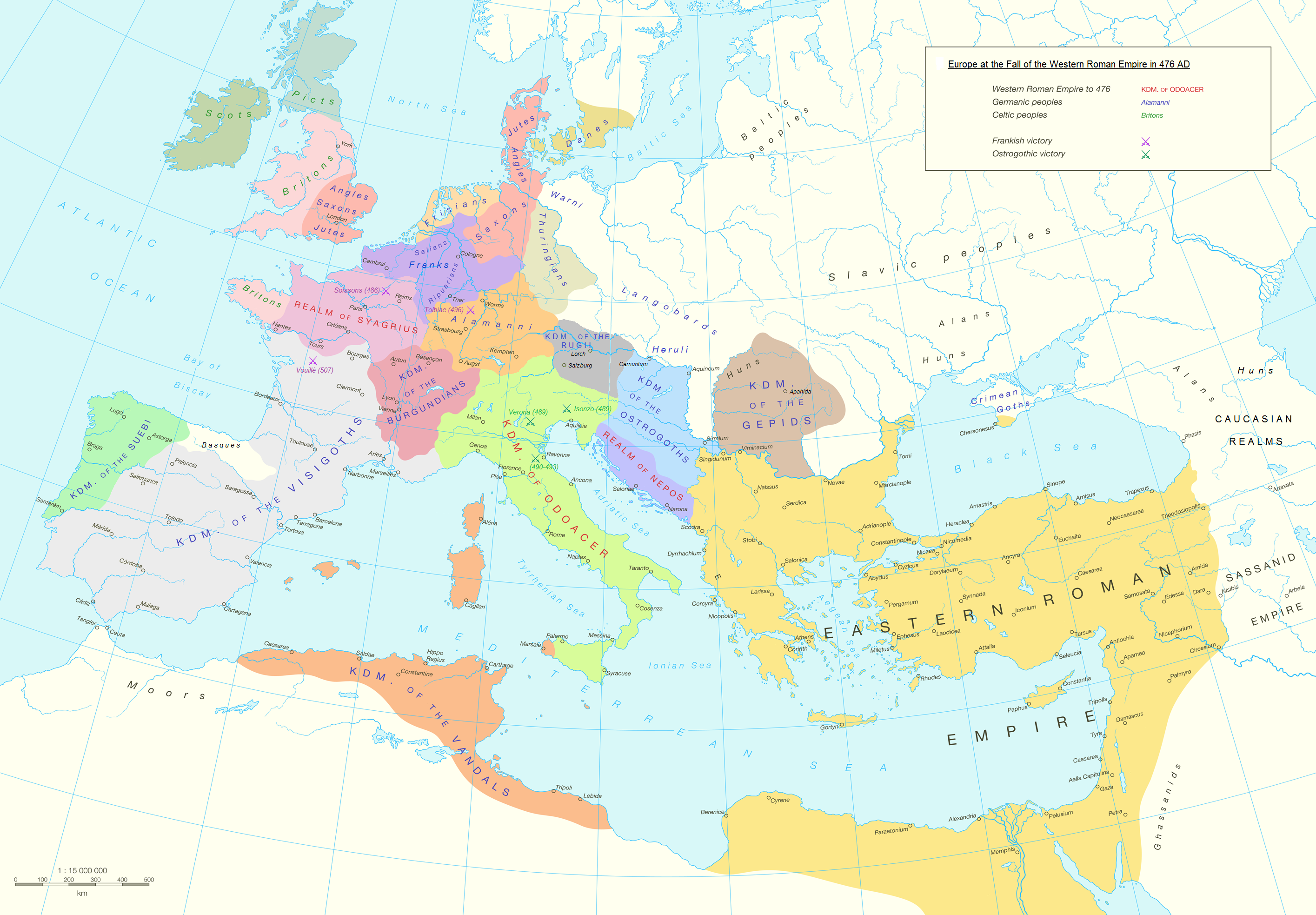
Mapa político da Europa, Norte da África e Oriente Médio em 476, mostrando o restante do Império Romano do Oriente no Mediterrâneo Oriental e os vários novos reinos no território do antigo Império Romano do Ocidente

Os reinos bárbaros, também conhecidos como os reinos pós-romanos, os reinos ocidentais, ou os primeiros reinos medievais, foram os estados fundados por vários não romanos, principalmente germânicos, povos da Europa Ocidental e do Norte da África após o colapso do Império Romano do Ocidente no século V. A formação dos reinos bárbaros foi um processo complicado, gradual e em grande parte não intencional, pois o estado romano falhou em lidar com os migrantes bárbaros nas fronteiras imperiais, levando a invasões e convites para o território imperial, mas simultaneamente negou aos bárbaros a capacidade de se integrarem adequadamente no o quadro imperial. A influência dos governantes bárbaros, a princípio senhores da guerra locais e reis clientes sem conexões firmes com nenhum território, aumentou à medida que os imperadores romanos e usurpadores os usavam como peões nas guerras civis. Foi somente após o colapso da efetiva autoridade central romana ocidental que os reinos bárbaros se transformaram em reinos territoriais apropriados.
Os reis bárbaros do oeste extraíram legitimidade ao se conectarem ao Império Romano para fortalecer seu domínio. Praticamente todos eles assumiram o estilo dominus noster ("nosso senhor"), usado anteriormente pelos imperadores, e muitos assumiram o prenome Flávio, usado por praticamente todos os imperadores romanos no final da antiguidade. Os reis normalmente também assumiam uma posição subordinada na diplomacia com o remanescente Império Romano do Oriente. Os reis bárbaros também adotaram muitos aspectos da administração romana tardia, mas o antigo sistema romano gradualmente se dissolveu e desapareceu ao longo dos séculos, acelerado por períodos de turbulência política. A principal diferença entre a administração do antigo Império Romano do Ocidente e as novas administrações reais era sua escala, já que os governos bárbaros, por controlarem significativamente menos território, eram menos profundos e menos complexos. Como resultado, houve um colapso considerável nos padrões de vida, bem como na complexidade social e econômica. Na maior parte, os reinos bárbaros eram altamente frágeis e efêmeros. Na época da coroação de Carlos Magno, rei dos francos, como imperador em 800, o evento geralmente visto como marcando o fim da era dos reinos bárbaros, apenas o Reino Franco permaneceu fora da outrora vasta e diversificada rede de reinos.

## Formação

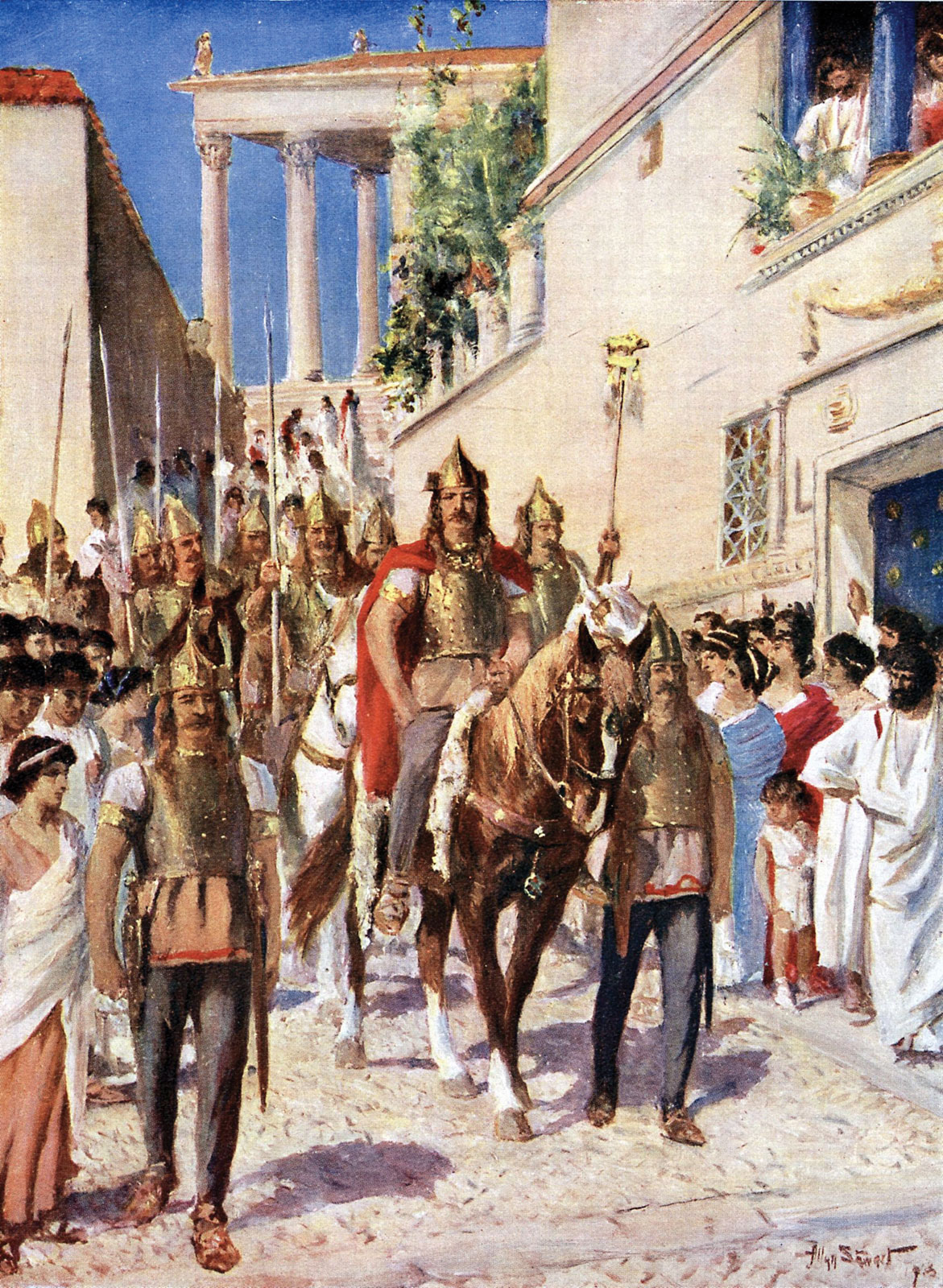
Pintura do século XX de, líder dos visigodos 395-410, entrando em Atenas depois de capturar a cidade em 395

A ascensão dos reinos bárbaros no território anteriormente governado pelo Império Romano do Ocidente foi um processo gradual, complexo e em grande parte não intencional. O ponto de partida do processo que levou à sua formação foram as migrações de um grande número de povos bárbaros (isto é, não romanos) para o território do Império Romano. As migrações foram estimuladas por invasões e convites. Convidar povos de além da fronteira imperial para se estabelecerem em território romano não era uma política nova, e algo que já havia sido feito várias vezes por imperadores no passado, principalmente para fins econômicos, agrícolas ou militares. A capacidade de imigração em um estado tão grande e poderoso quanto o Império Romano era quase infinita, mas vários eventos e acidentes nos séculos IV a V complicaram a situação.
Em 376, os visigodos, fugindo dos ostrogodos, que por sua vez fugiam dos hunos, foram autorizados a cruzar o rio Danúbio e se estabelecer nos Bálcãs pelo governo do Império Romano do Oriente. Os maus-tratos aos refugiados góticos causaram uma rebelião em grande escala e, em 378, eles infligiram uma derrota incapacitante ao exército de campo romano oriental na Batalha de Adrianópolis, na qual o imperador Valente (r. 364–378) também foi morto. A derrota em Adrianópolis foi chocante para os romanos e os forçou a negociar e estabelecer os visigodos dentro das fronteiras do Império, onde se tornariam federados quase independentes sob seu próprio líder. As guerras civis romanas no final do século IV, bem como os períodos de guerra fria entre as cortes imperiais dos impérios romano ocidental e oriental, permitiram que os visigodos sob seu líder Alarico I (r. 395–410) se tornassem uma força ativa na política imperial, apenas tênue ligada ao próprio governo imperial em si mesmo. Com chegada dos visigodos aos Balcãs seguiu-se a migração dos alanos, vândalos e suevos para a Gália entre 405 e 407 na travessia do Reno. Embora os bárbaros no Reno fossem efetivamente mantidos sob controle e administrados pelo usurpador e imperador Constantino III (r. 407–411), o fim de seu reinado devido a mais conflitos internos romanos levou as tribos a penetrar profundamente na Gália. e Hispânia.

Mapa do Império Romano Oriental (vermelho) e os novos reinos bárbaros no oeste em 460

Com os bárbaros se estabelecendo dentro das fronteiras imperiais em grande número, o segundo estágio na formação dos reinos bárbaros foi a aceitação imperial do status quo. Embora os romanos não considerassem desejável a existência dos reinos bárbaros, eles começaram a ser tolerados nas décadas de 420 e 430. Não era objetivo nem dos romanos nem dos bárbaros fundar reinos territoriais duradouros no sentido de substituir o governo imperial; sua formação derivou não de um interesse dos bárbaros em funda-los, mas sim de falhas na governança romana e na falha em conceder aos governantes bárbaros um lugar dentro dos sistemas imperiais romanos. Os primeiros reis bárbaros foram tolerados apenas nos termos do império. Os primeiros reinos, como os dos suevos e vândalos na Hispânia, foram relegados para as bordas de províncias menos importantes. Em 418, o imperador Honório (r. 393–423) estabeleceu os visigodos na Aquitânia, no sul da Gália, o início do Reino Visigótico. Os romanos imaginaram o acordo como um acordo provisório de clientes leais do governo imperial, cujo apoio poderia ser invocado em lutas internas, e não uma cessão de território, uma vez que o governo imperial também foi concebido como continuando nas terras concedidas. Embora os generais romanos da época de Honório tivessem trabalhado para conter a influência e o poder dos reis bárbaros, o número de guerras civis que se seguiram à morte de Honório tornou o status dos bárbaros uma preocupação secundária. Em vez de suprimir os reis bárbaros, os imperadores e usurpadores do século IV os viam como atores internos úteis.
A terceira etapa foi o governo imperial do Império Romano do Ocidente reconhecendo que não poderia mais administrar efetivamente seus territórios. Isso levou o império a ceder o controle efetivo de mais terras aos reis bárbaros, cujos reinos agora formavam uma parte permanente da paisagem, embora isso não significasse que as terras dentro das antigas fronteiras imperiais deixaram de fazer parte do império em um nível conceitual. Tratados firmados com os visigodos em 439 e com os vândalos, que haviam conquistado o norte da África em 442, reconheceram efetivamente os governantes daqueles povos como governadores territoriais de partes do território imperial, cessando a pretensão de administração imperial ativa. Esses tratados, embora não vistos como irrevogáveis, lançaram as bases de verdadeiros reinos territoriais.
Quase em nenhum lugar do oeste os reis estavam firmemente ligados a reinos territoriais até o final do século V ou mesmo mais tarde. A quarta e última etapa na formação dos reinos bárbaros foram os reis bárbaros, deixados à própria sorte, lentamente perdendo o hábito de esperar que o império voltasse a funcionar adequadamente e, em vez disso, começassem a assumir os papéis dos antigos imperadores, tornando-se reis territoriais adequados. Este processo só foi possível através da aceitação dos governantes bárbaros pelos aristocratas romanos locais, que em muitos casos apoiaram os reis bárbaros ao verem a possibilidade de restaurar o controle central romano ocidental como uma perspectiva cada vez mais fútil. O processo exato em que os reis bárbaros assumiram certas funções e prerrogativas anteriormente atribuídas aos imperadores romanos não é totalmente claro, mas foi um processo muito demorado. Alarico I, o primeiro rei dos visigodos geralmente reconhecido, só é visto como um rei retroativamente; fontes contemporâneas o chamam apenas de duque ou às vezes hegemon, e ele não governou um reino, mas passou grande parte de sua carreira tentando, sem sucesso, integrar-se ao sistema imperial romano como oficial militar romano. O primeiro governante visigodo a se autodenominar inequivocamente rei e a emitir documentos de algo semelhante a uma chancelaria imperial foi Alarico II (r. 484–507), embora escritos contemporâneos aludam à ampla aceitação e reconhecimento de um Reino Visigótico na Gália na década de 450. Os visigodos não estabeleceram uma base de poder segura como um reino conscientemente pós-imperial até a década de 560 sob Leovigildo, após conquistas lentas e muitas vezes brutais na Hispânia.

## Herança e continuidade romanas

### Continuidade administrativa
Embora o poder tenha sido disperso de uma única capital, como Roma ou Ravena, para reis e senhores da guerra locais, o aparato do antigo governo imperial romano continuou fundamentalmente a funcionar no oeste, pois os novos governantes bárbaros adotaram muitos aspectos da administração romana tardia. A lei romana continuou a ser o sistema jurídico predominante no Ocidente durante os séculos V e VI. Vários reis bárbaros mostraram interesse em questões legais e emitiram seus próprios códigos de leis, desenvolvidos com base no direito romano. Inicialmente, vilas e cidades, os principais blocos de construção do Império Romano, também permaneceram os blocos de construção dos reinos bárbaros. A antiga estrutura administrativa imperial romana dissolveu-se e desapareceu apenas gradualmente em um processo lento que durou séculos, às vezes acelerado devido à agitação política.
A principal diferença entre a administração imperial romana e as novas administrações reais que pretendiam imitá-la e replicá-la era sua escala. Sem uma corte imperial central e oficiais que ligassem os governos das diferentes províncias, a administração nos reinos foi achatada. Em comparação com o Império Romano, os governos dos reinos bárbaros eram significativamente menos profundos e menos complexos. Essa quebra na ordem romana teve o efeito colateral de resultar em um declínio acentuado nos padrões de vida, bem como em um colapso acentuado na complexidade econômica e social.

### Legitimidade romana

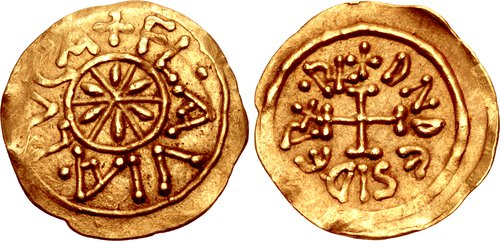
Tremisse de Desidério, rei da Itália 756–774, com a inscrição DN DESIDER REX (dominus noster Desiderius rex)

No rescaldo do colapso do Império Romano Ocidental, os vários governantes bárbaros da Europa Ocidental fizeram um esforço para fortalecer a legitimidade adotando certos elementos do antigo império. O título mais usado pelos reis era rex, que formava uma base de autoridade que eles podiam usar na diplomacia com outros reinos e a corte imperial sobrevivente em Constantinopla. Embora alguns autores romanos orientais, como Procópio, descrevam rex como um 'termo bárbaro', em alguns momentos do passado ele foi usado para descrever imperadores romanos e indicava claramente que os governantes bárbaros eram governantes soberanos, embora não com autoridade eclipsando essa do imperador em Constantinopla. Muitos, mas não todos, os reis bárbaros usaram qualificadores étnicos em seus títulos, os reis francos, por exemplo, renderizando seu título como rex Francorum ("rei dos francos"). Os governantes da Itália, onde a pretensão da continuidade romana era especialmente forte, são notáveis porque raramente usavam qualificadores étnicos.
Além de rex, os governantes bárbaros também assumiram uma seleção de títulos e honras imperiais romanas. Praticamente todos os reis bárbaros assumiram o estilo dominus noster ("nosso senhor"), anteriormente usado apenas por imperadores romanos, e quase todos os reis visigodos e os reis bárbaros da Itália (até o final do reino lombardo) usaram o prenome Flávio, carregado por praticamente todos os imperadores romanos na antiguidade tardia. Os primeiros governantes bárbaros tiveram o cuidado de manter uma posição subordinada aos imperadores em Constantinopla e, por sua vez, às vezes eram reconhecidos com várias honras pelos imperadores, sendo de fato reis clientes altamente autônomos.

#### Possibilidade de restauração imperial

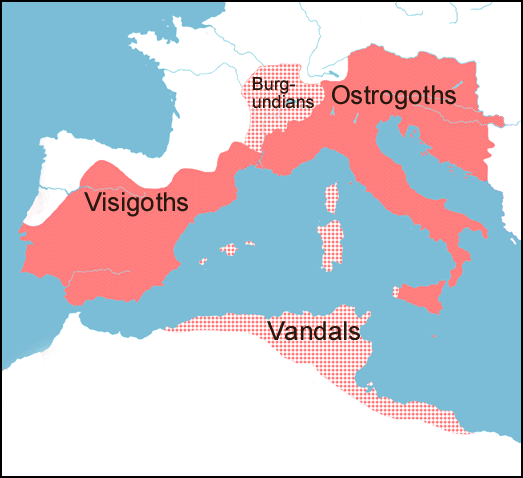
No auge de seu reino em 523, Teodorico, o Grande governou os ostrogodos da Itália, foi regente dos visigodos da Hispânia e forçou os burgúndios e vândalos a pagar tributo

No início do século VI, os reis mais poderosos da Europa Ocidental eram Teodorico, o Grande, da Itália, e Clóvis I, dos francos. Ambos os governantes receberam honras e reconhecimentos da corte imperial de Constantinopla, o que lhes concedeu certo grau de legitimidade e foi usado para justificar a expansão territorial. Teodorico foi reconhecido como patrício pelo imperador Anastácio I, que também devolveu a insígnia imperial ocidental, em Constantinopla desde 476, à Itália. Essas insígnias eram usadas por Teodorico em algumas ocasiões, e alguns de seus súditos romanos se referiam a ele como um imperador, mas ele parece ter usado apenas o título rex, com cuidado para não insultar o imperador. Depois que os francos derrotaram os visigodos na Batalha de Vouillé em 507, Clóvis foi reconhecido por Anastácio como cônsul honorário, patrício e rei cliente. Como Teodorico, alguns dos súditos de Clóvis também se referiam a ele como imperador, em vez de rei, embora ele próprio nunca tenha adotado esse título. Se Teodorico e Clóvis tivessem entrado em guerra um contra o outro, algo que parecia provável muitas vezes, é concebível que qualquer um deles tivesse restabelecido o Império Romano do Ocidente sob seu próprio governo. Embora nenhuma guerra tenha acontecido, tais desenvolvimentos preocuparam os imperadores orientais, que depois de ver como suas honras concedidas poderiam ser vistas como "selos de aprovação" imperiais, nunca mais as concederam na mesma medida. Em vez disso, o império oriental começou a enfatizar sua própria legitimidade romana exclusiva, o que continuaria a fazer pelo resto de sua história.
No século VI, os historiadores romanos orientais começaram a descrever o oeste como "perdido" para as invasões bárbaras, em vez de os reis bárbaros terem sido colonizados pelos próprios romanos, um desenvolvimento denominado "ofensiva ideológica justiniana" pelos historiadores modernos. Embora a ascensão dos reinos bárbaros no lugar do império ocidental estivesse longe de ser um processo totalmente pacífico, a ideia de "invasões bárbaras" trazendo um fim súbito e violento ao mundo da antiguidade, outrora a narrativa amplamente aceita entre os historiadores modernos, não descreve satisfatoriamente o período. Atribuir o fim do Império Romano do Ocidente a "invasões bárbaras" ignora a diversidade dos novos reinos em favor de uma barbárie homogênea não romana e ignora qualquer análise em que o império possa ser visto como cúmplice de seu próprio colapso.

## Cultura
Apesar de estar dividida em vários reinos menores, a população dos reinos bárbaros manteve fortes conexões culturais e religiosas entre si e continuou a falar latim. Os reis bárbaros adotaram tanto o cristianismo (neste ponto firmemente estabelecido como a religião romana) quanto a própria língua latina, herdando e mantendo assim a herança cultural de Roma. Ao mesmo tempo, eles também permaneceram conectados à sua identidade não romana e se esforçaram para estabelecer suas próprias identidades distintas. O Império Romano do Oriente enfatizando sua própria legitimidade romana única, às vezes através da guerra contra os reinos bárbaros, e a classe governante bárbara e a fusão étnica da população romana, levaram ao desaparecimento gradual da identidade romana no oeste. O enfraquecimento da conectividade com o Império Romano e a divisão política do Ocidente levaram a uma fragmentação gradual da cultura e da língua, dando origem aos modernos povos e línguas românicas.

## Fim dos reinos bárbaros

Mapa político da Europa em 814

Os reinos bárbaros provaram ser estados extremamente frágeis. Mesmo dos reinos mais poderosos e duradouros, os dos visigodos, francos e lombardos, apenas o dos francos sobreviveu à Alta Idade Média. O Reino Visigótico já havia entrado em colapso no século VI e teve que ser restaurado quase do zero sob Leovigildo nas décadas de 560 e 570. Foi finalmente destruído quando foi conquistado pelo Califado Omíada no início do século VIII. Em uma série de guerras no século VI, o Império Romano do Oriente sob Justiniano I (r. 527–565) conquistou e destruiu os reinos dos vândalos na África e os ostrogodos na Itália. A maioria dos reinos menores da Gália foi conquistada e absorvida pelo Reino Franco ou desapareceu completamente das fontes históricas.
Os novos reinos que surgiram nos séculos VII a IX representavam uma nova ordem em grande parte desconectada do antigo mundo romano. O Califado Omíada, que conquistou a Hispânia dos visigodos e o norte da África dos romanos orientais, não fez nenhuma pretensão de continuidade romana. O reino lombardo, embora frequentemente contado entre os outros reinos bárbaros, governou uma Itália destruída pelo conflito entre os ostrogodos e o Império Romano do Oriente. Seu governo na Itália chegou ao fim quando seu reino foi conquistado pelos francos em 774. Os pequenos reinos sucessores dos visigodos na Hispânia, os predecessores dos reinos medievais como Leão, Castela e Aragão, eram fundamentalmente sub-francos, cultural e administrativamente mais próximos do Reino Franco do que do caído Reino Visigótico.
Como o único sobrevivente dos antigos reinos, o Reino Franco forneceu o modelo da realeza medieval que mais tarde inspiraria monarcas medievais durante o resto do período medieval. Embora os governantes francos se lembrassem dos ideais romanos e muitas vezes aspirassem a ideias vagas de restauração imperial, os séculos de seu governo transformaram o governo de seu reino em algo que lembrava muito pouco o Império Romano. A nova forma de governo era pessoal, baseada em poderes e relacionamentos entre indivíduos, ao invés do sistema fortemente administrado, judicial e burocrático do Império Romano. O tempo dos reinos bárbaros chegou ao fim com a coroação de Carlos Magno, rei dos francos, como imperador romano pelo Papa Leão III em 800, em oposição à autoridade do remanescente Império Romano do Oriente. O Império Carolíngio de Carlos Magno, um predecessor da França e da Alemanha, era na realidade mais semelhante a uma coleção de reinos unidos apenas pela autoridade de Carlos Magno do que um reino com conexão significativa com o antigo Império Romano do Ocidente.